# Bucerdea Grânoasă

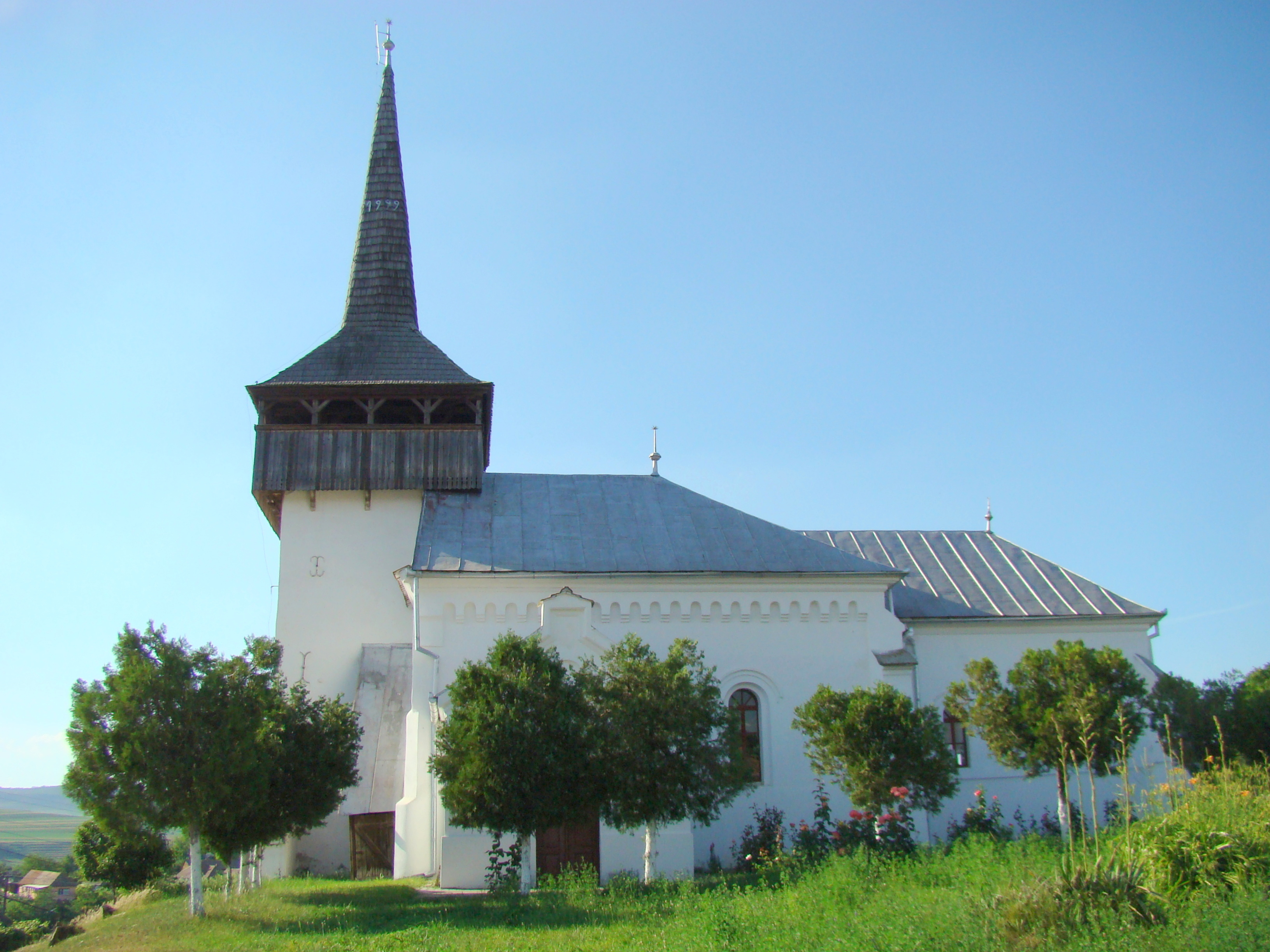
Hongaarse Gereformeerde Kerk

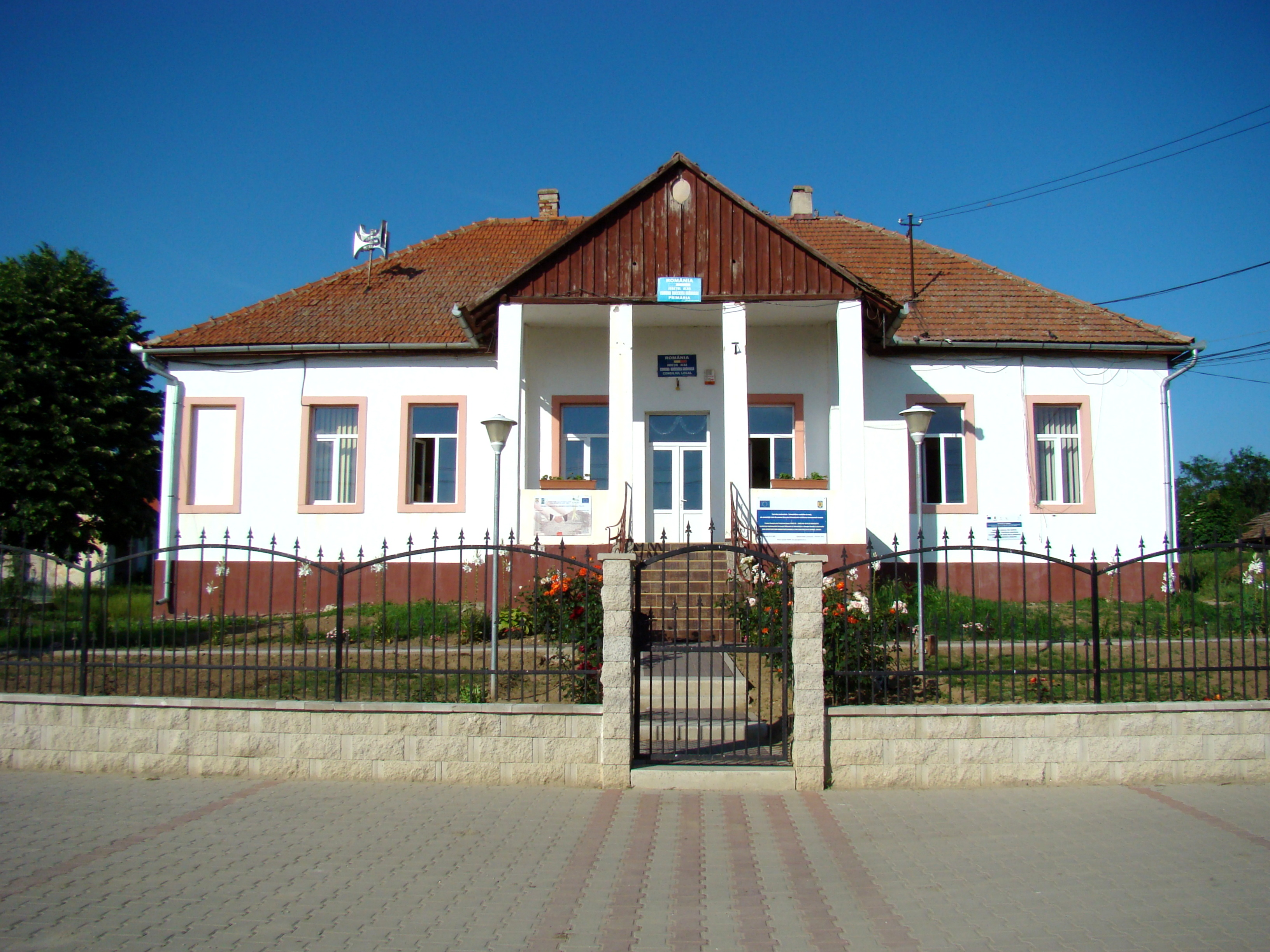
Gemeentehuis

Bucerdea Grânoasă (Hongaars: Búzásbocsárd) is een Roemeense gemeente in het district Alba.
Bucerdea Grânoasă telt 2357 inwoners, waaronder circa 580 etnische Hongaren. De gemeente bestaat uit vier dorpen: Bucerdea Grânoasă, Cornu (Kornujalja), Pădure (Székelyhegytanya) en Pânca. In de drie buitendorpen wonen nog slechts weinig mensen (maximaal 20 personen). Het belangrijkste monument in de gemeente is de Hongaarse Gereformeerde Kerk van Bucerdea Grânoasă.

## Fotogalerij

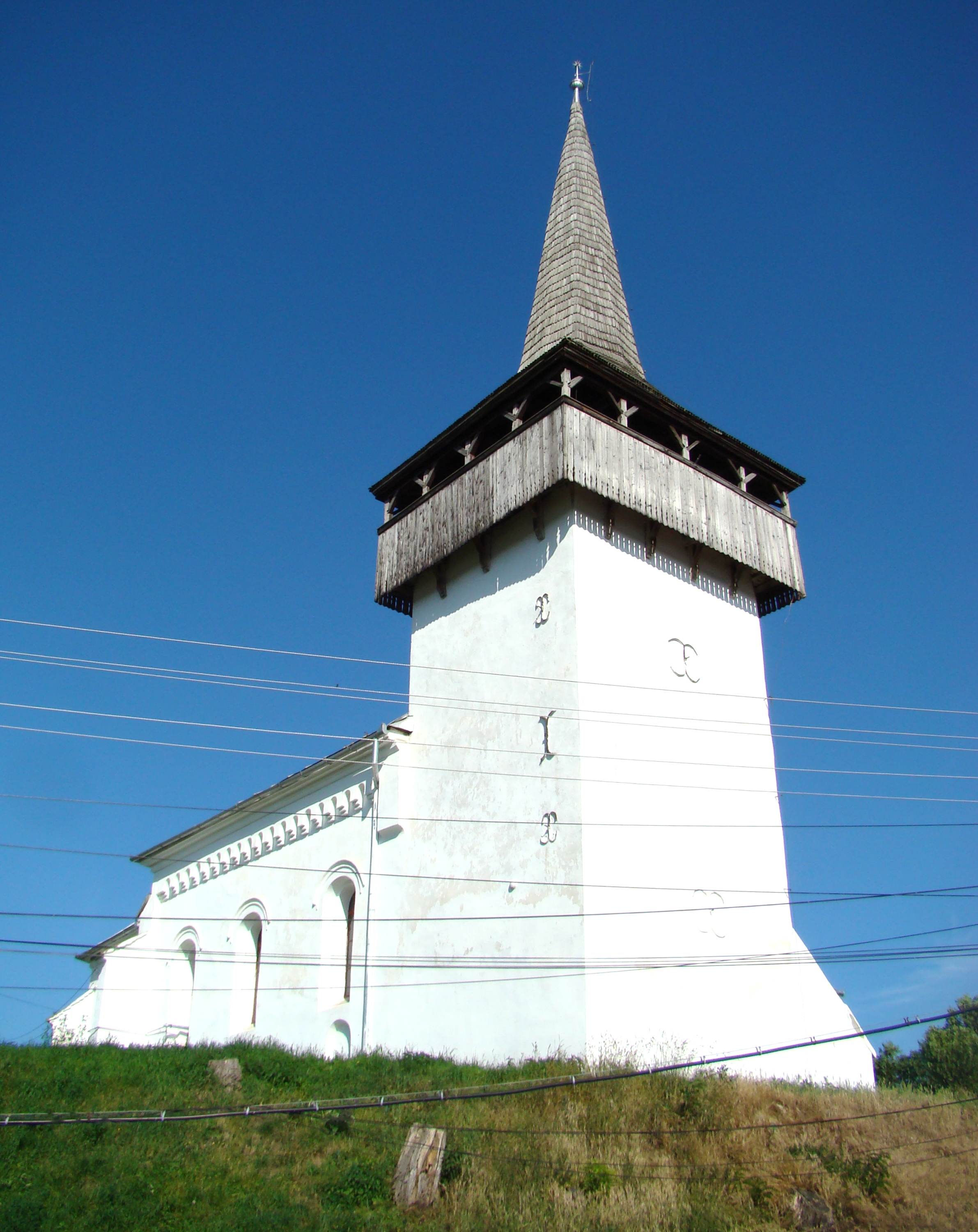
Hongaarse Gereformeerde Kerk (monument)
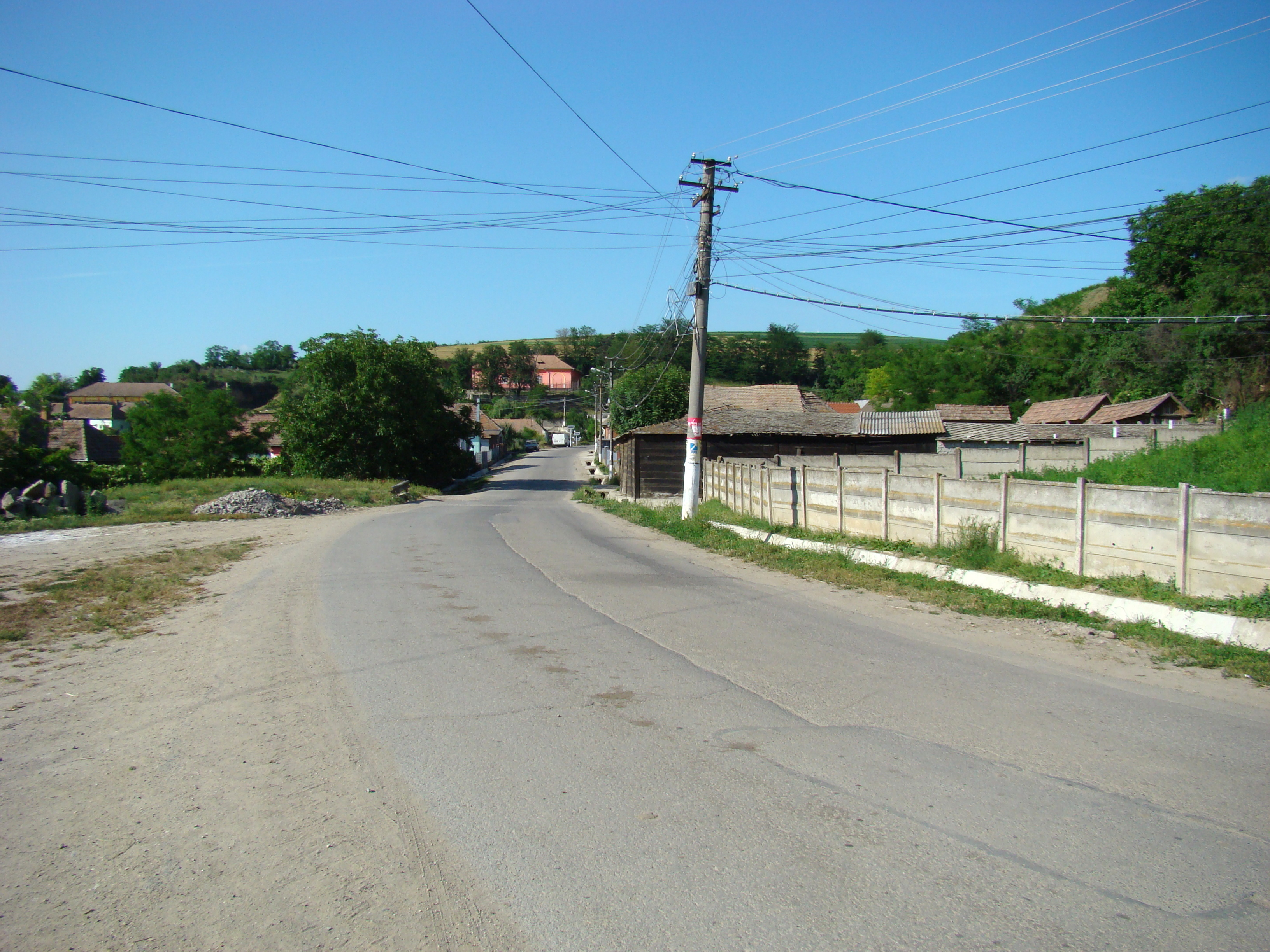
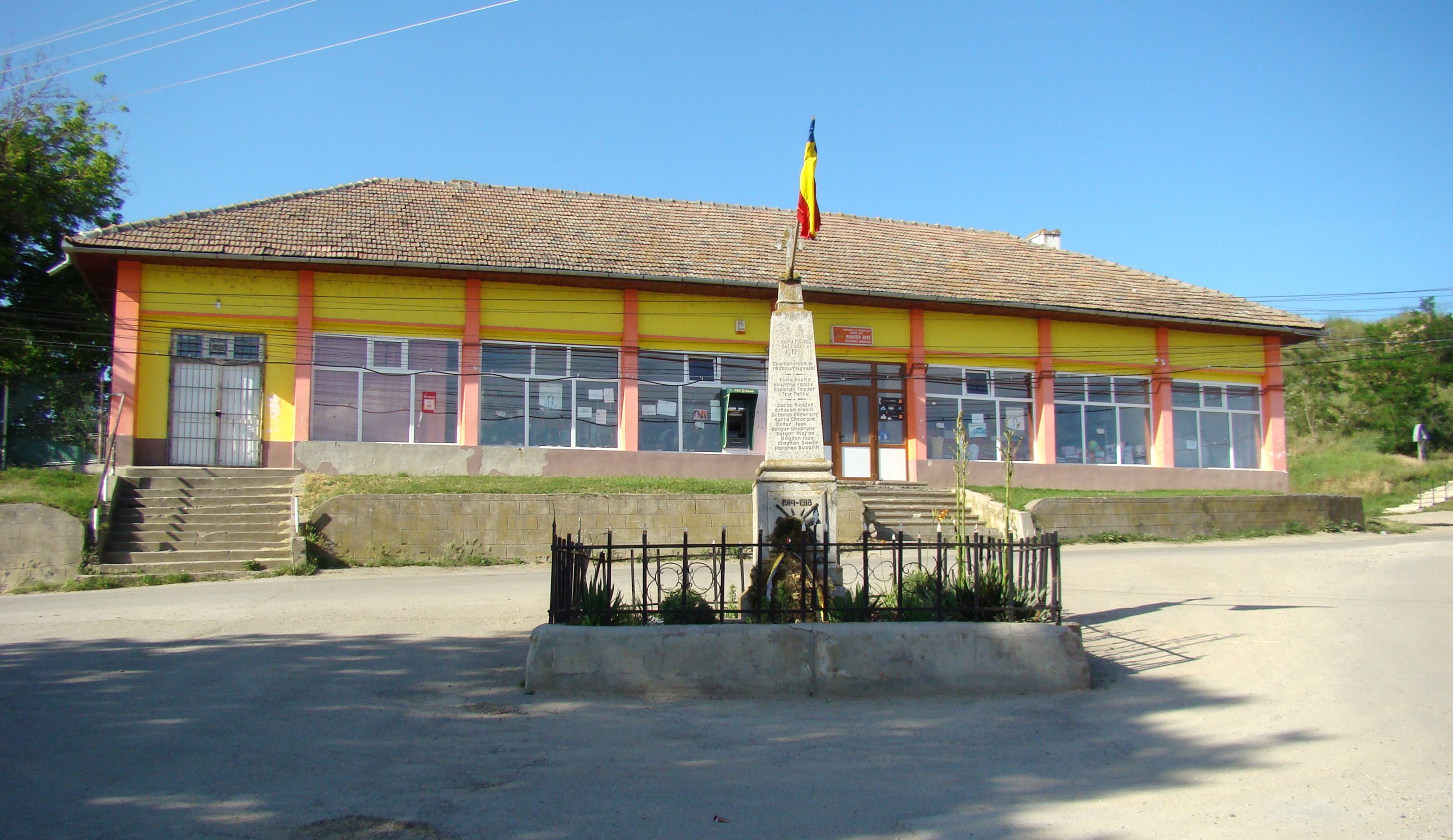
Monument
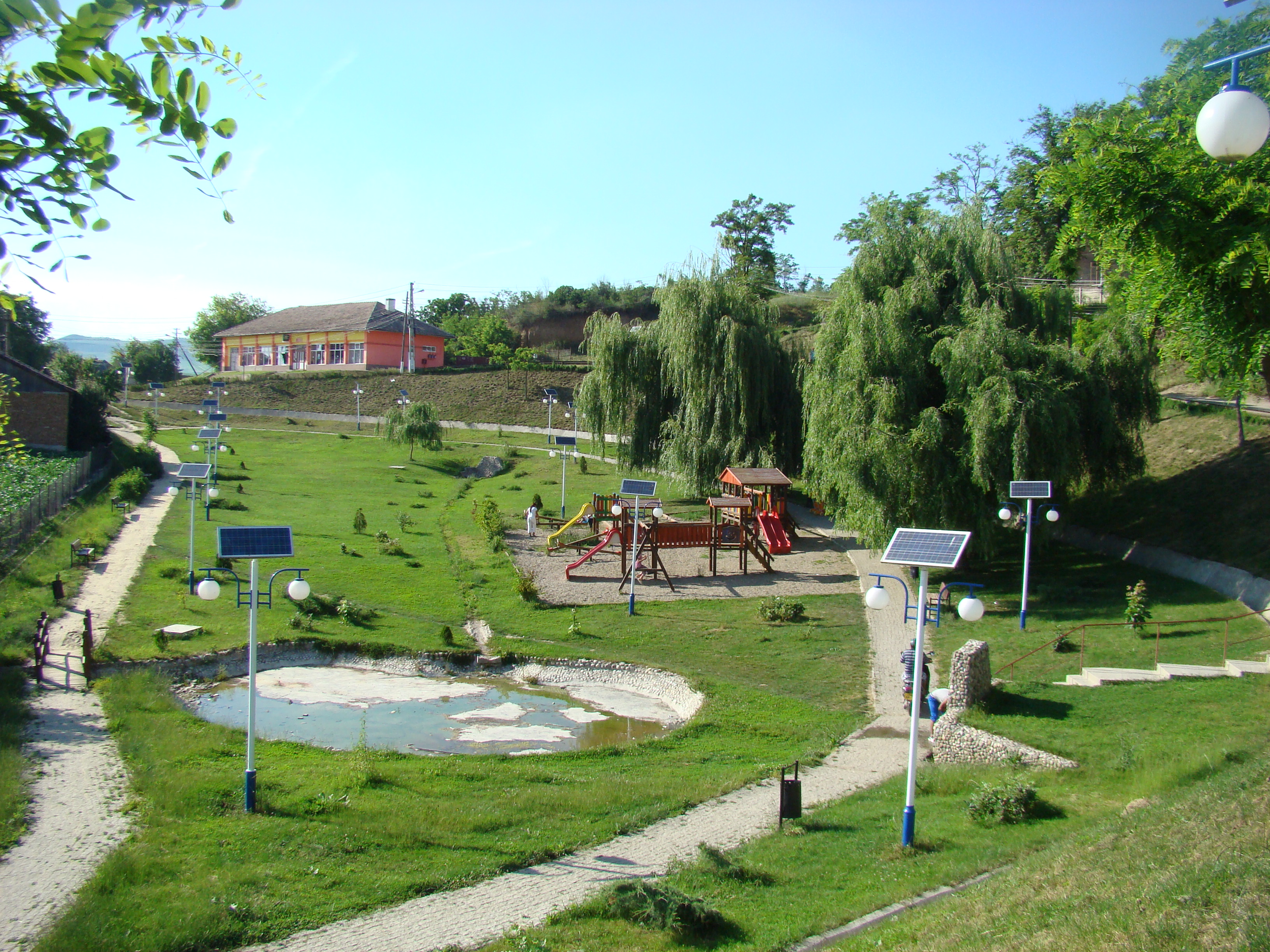
Park
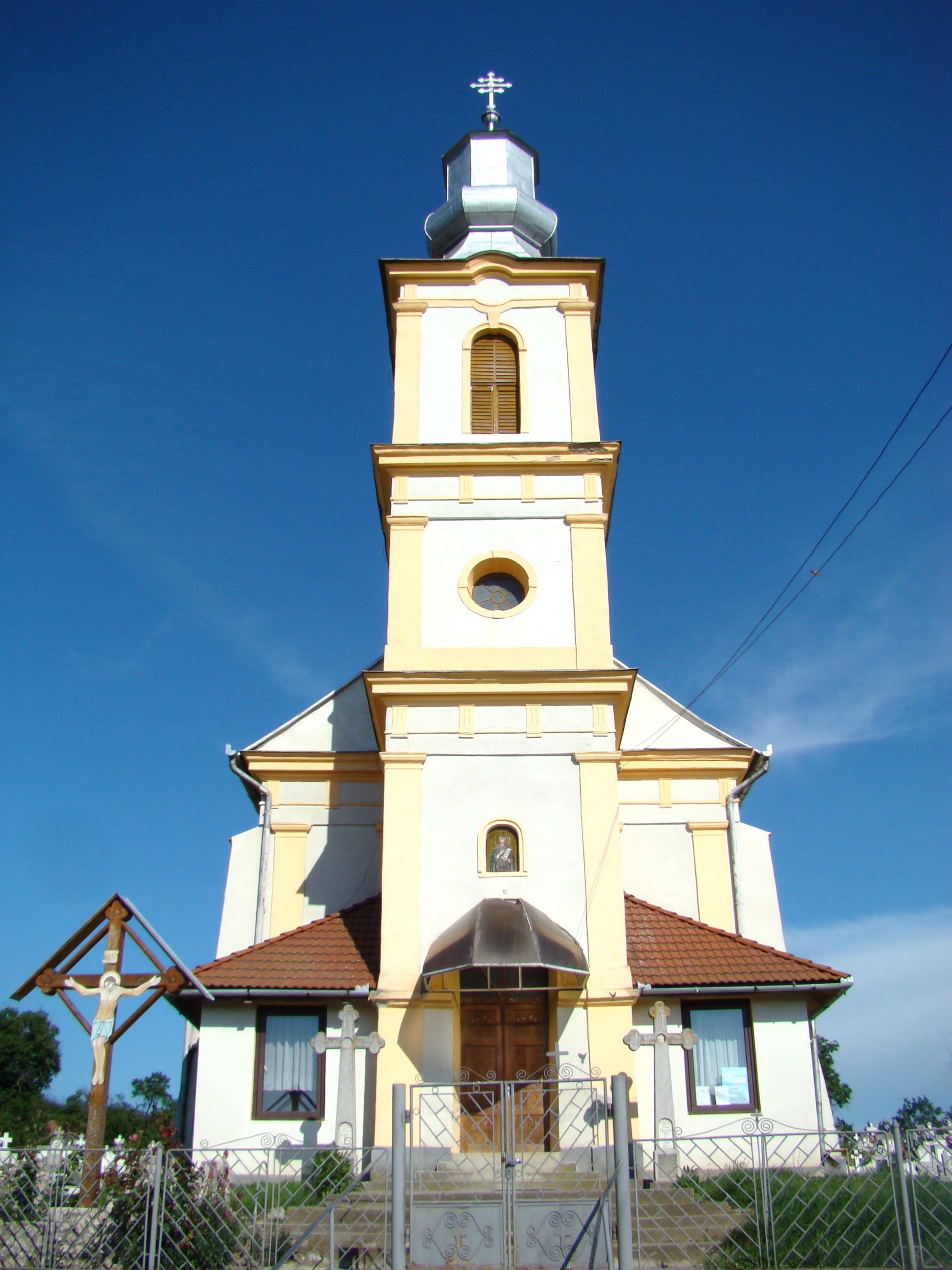
Roemeense Orthodoxe Kerk